# Зюникон
Зюникон (нем. Sünikon) — населённый пункт в Швейцарии, в кантоне Цюрих.
Входит в состав округа Дильсдорф. Находится в составе коммуны Штайнмаур. Население ca. 500 чел.